# Station Gorzędów
Station Gorzędów is een spoorwegstation in de Poolse plaats Gorzędów.